# Service météorologique national (Hongrie)
Le Service météorologique national (hongrois : Országos Meteorológiai Szolgálat),, abrégé OMSZ et appelé communément HungaroMet, est le service météorologique national de la Hongrie. Il remplaça en 1970 l’Institut météorologique national (hongrois : Országos Meteorológiai Intézet) (1950-1970), lui même précédé par l'Institut royal météorologique et terrestre hongrois (hongrois : Magyar Királyi Meteorológiai és Földdelejességi Intézet) fondé en 1870 par le moine bénédictin et météorologue Schenzl Guido (1823-1890).
L'OMSZ émet les prévisions météorologiques et les messages d’alerte pour le territoire national, conserve les informations climatiques de la Hongrie, fait des recherches dans le domaine de la météorologie et de la climatologie, et collabore avec le Bureau hongrois de recherches spatiales. Il participe avec les autres services météorologiques nationaux à l’Organisation météorologique mondiale. Son siège social est à Budapest.

## Histoire

### Début des mesures météorologiques internationales
La Societas Meteorologica Palatina, créé par Charles-Théodore de Bavière grand électeur de bavière, débuta le développement de prise de données météorologiques en Europe en 1780. Un réseau d'observatoires à l'échelle européenne s'est graduellement formé dont l'une des branches orientales fut établie à Buda à l’automne 1780 sur la plus haute tour du château royal de l'époque. Les mesures scientifiques par des instruments étaient régulièrement envoyés à Mannheim. Le parc initial d’instruments comprenait un thermomètre, un baromètre, un hygromètre, un thermomètre minimum-maximum et la mesure du vent par certains instruments locaux. Les mesures devaient être effectuées à des intervalles spécifiés comme dans toute l'Europe. 
En 1815, l’observatoire sur la colline de Gellért remplaça le premier et commença à rapporter les précipitations, les nuages et les tempêtes en plus des données antérieures, ainsi que faire des études astronomiques. Après 34 ans de service, l'importante institution est victime du siège de Buda en 1849 lors de la Révolution hongroise de 1848 et le bâtiment fut détruit. Après la défaite, la Chambre de commerce de Vienne n'a pas jugé important d'établir une station météorologique à Pest-Buda. Les observations régulières et scientifiques ne reprirent seulement qu'à partir de 1861 au lycée Buda (aujourd'hui au Lycée Ferenc Toldy).

### Fondation

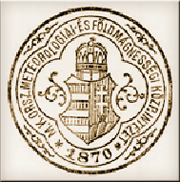
Logo de 1870.

L'acte de fondation de l’Institut central royal hongrois de météorologie et de magnétisme terrestre a été contresigné en 1870 par le roi, qui a chargé le ministre des Religions et de l'Education de son établissement. Les tâches principales de l'institut étaient d'organiser et d'évaluer les mesures météorologiques, ainsi que d'étudier les caractéristiques climatiques de la Hongrie. Les premières prévisions météorologiques quotidiennes furent publiées le 15 juin 1891. À partir du 1er août 1891, 130 bureaux de télégraphe (opérant dans différentes régions de la Hongrie) ont repris ces prévisions.
Le poste d'inspecteur de cette institution fut repris en 1893 par le ministre de l'Agriculture et l'organisme fut rebaptisé Institut hongrois de météorologie et de magnétisme terrestre, élargissant son budget ainsi que son champ d'activité. Outre ses activités antérieures (principalement de recherche), l’Institut a commencé à fournir également des prévisions météorologiques régulières. Au début des années 1910 (au plus fort de l’institution), l’Institut gérait environ 1 400 observatoires en Hongrie et jusqu’en 1950, il restait sous la responsabilité du ministre de l’Agriculture.

### XXesiècle
L’effondrement qui a suivi la Première Guerre mondiale a également touché l'Institut qui a stagné pendant une décennie après la désintégration de l’Autriche-Hongrie. À la fin des années 1920, il a commencé à se redresser en améliorant les observations en altitude et en établissant un réseau d’alerte aux tempêtes au lac Balaton. L’institution a de nouveau été détruite par la Seconde Guerre mondiale, mais la reconstruction de l’après-guerre a été relativement rapide.
En 1950, la section géophysique de l'institut fut détachée. La partie restante a été rebaptisée Institut météorologique hongrois (HMI) et sa supervision a été confiée au secrétaire à la guerre. Pendant la guerre froide, les États membres du Traité de Varsovie ont attribué au HMI et à ses activités une importance stratégique marquée. En 1953, le conseil exécutif prit en charge l’institut, ce qui renforça sa position particulière. Le favoritisme a facilité son développement, mais il a néanmoins causé de nombreuses distorsions structurelles durables.
Par le décret n° 2016/1967. (IV.22.), l'Académie hongroise des sciences a pris en charge la supervision du HMI en 1967. Un an plus tard, sa supervision a été modifiée de nouveau car elle ne correspondait aux objectifs d'un institut de recherche universitaire, ses activités (observation et récupération de données) servant à des fins civiles et militaires. C'est donc en 1968 que le Comité national du développement technologique (NCTD) a repris ses fonctions. Le service météorologique hongrois (OMSZ) a été créé deux ans plus tard (en 1970 - à l'occasion du 100e anniversaire de la création de l'institut original) par le décret n o 1/1970 (VI.11.) Du NCTD.
Outre son réseau d’observation extrêmement coûteux qui servait principalement à des fins militaires, la mise au point de son système de roquettes pour la prévention de la grêle a contribué à la crise économique de l’institut pendant le changement de système politique. En 1988, par le décret no 22/1988. (IV.8.), le ministère de l'environnement et des eaux a repris la mission de l'OMSZ. Le décret exécutif n ° 12/1992. (IV.23) de 1992 a restructuré le service sur des bases plus saines et un programme de modernisation considérable fut entrepris. Son réseau d'observation ainsi que son système informatique furent mis à jour et l'OMSZ a été intégré a rejoint les principales organisations météorologiques internationales de l'Union européenne comme l'EUMETNET.

## Mission

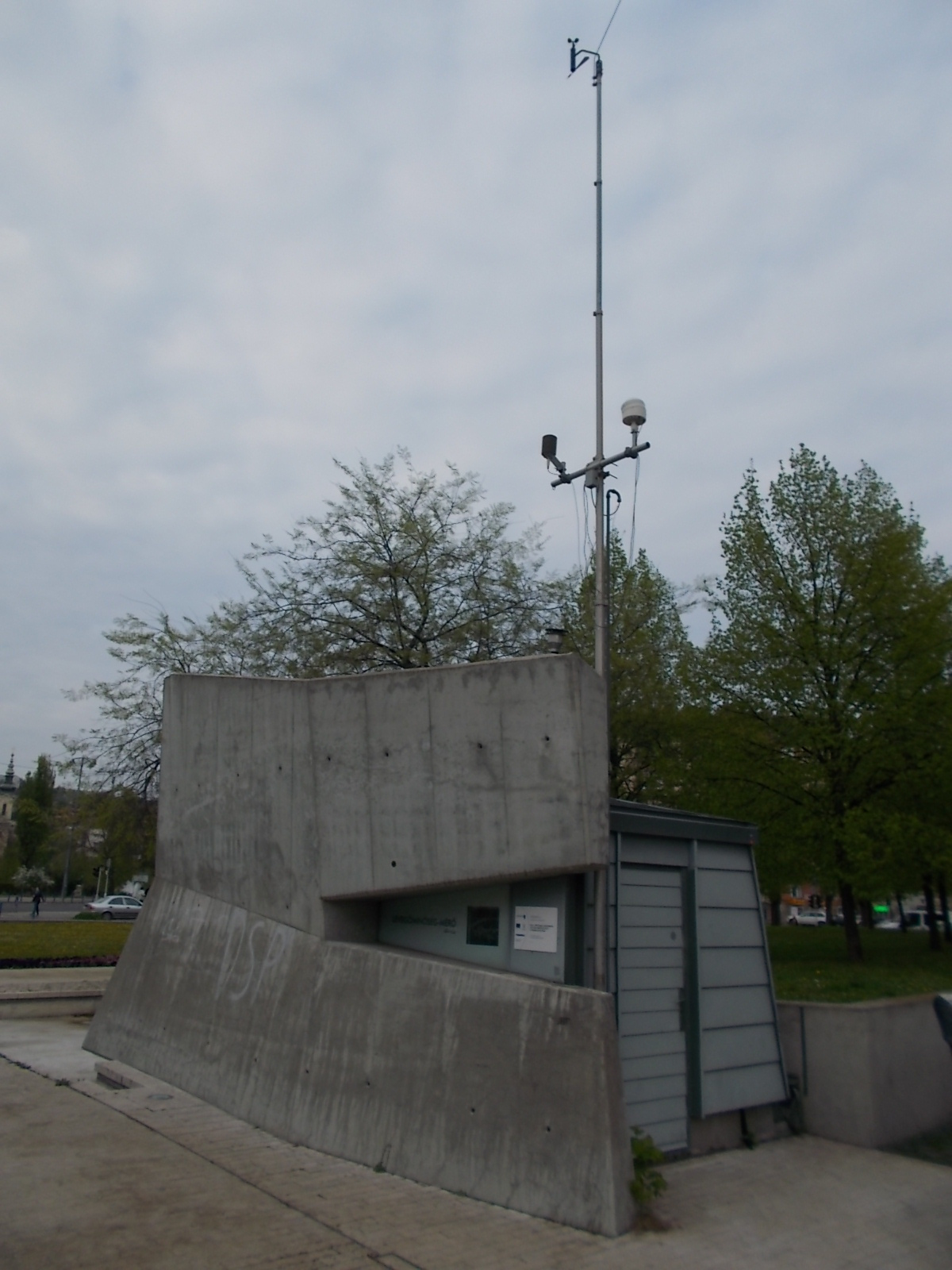
Station météorologique et de suivi de la qualité de l'air à Újbuda.

À l’heure actuelle, l'OMSZ remplit des fonctions telles que la collecte, le traitement, la fourniture de données et d’informations météorologiques. Outre son réseau de surveillance national, OMSZ fournit des mesures de radiosondage, exploite un réseau de radars météorologiques un autre de détecteurs de foudre, ainsi que la maintenance de la base de données météorologiques.
L'OMSZ analyse et calcule l'évolution de la météo à l'aide de ses propres modèles de prévision numérique du temps produit et de prévision à jour provenant de centres de prévisions météorologiques internationaux. L'OMSZ contribue au fonctionnement efficace des canaux d’information coordonnés par l’Organisation météorologique mondiale (OMM) et l’Organisation de l’aviation civile internationale (OACI).
Afin de remplir les obligations susmentionnées l'OMSZ s'est engagée dans des projets de recherche et développement pour la protection civile telles que le système d'alerte de catastrophe, le système d'alerte de tempêtes sur les lacs Balaton et Velence et la prévision de la dispersion de la pollution chimique et nucléaire. En outre, OMSZ fournit aux autorités des informations météorologiques (aviation civile, hydrologie, protection contre les catastrophes). De plus, notre institut fournit également des services commerciaux.